# Lonely Soldier
Lonely Soldier é um single de Damien Rice , lançado em 2004 em parceria com Christy Moore. O single é um trabalho isolado e não está nos álbuns do cantor. Faz parte de um movimento pela paz na Irlanda.

## Faixas
O single apresenta duas faixas para "Lonely Soldier":
1. Lonely soldier
2. Lonely soldier (acústico)

### Formação
Faixa 1
- Cello - Vyvienne Long
- Bateria -Tom Osander (Tomo)
- Vocais - Lisa Hannigan
- Baixo - Shane Fitzsimons
- Voz, guitarra, baixo, clarinete e percurssão-Damien Rice

Faixa 2 - Acústica
- Guitarra - Christy Moore  [3]